# Bertelia
Bertelia is een geslacht van vlinders van de familie snuitmotten (Pyralidae), uit de onderfamilie Phycitinae.

## Soorten
- B. dupla Blanchard, 1976
- B. grisella Barnes & McDunnough, 1913